# Ronda Alta
Ronda Alta é um município brasileiro do estado do Rio Grande do Sul.

## História
Nos primeiros anos do século XX, aproximadamente em 1904, chegaram pessoas para estabelecer residência na área do atual município de Ronda Alta, que estava então desabitada. Antes delas, por ali passavam tropeiros oriundos da Argentina e Região das Missões, que transportavam gado até o estado de São Paulo, e que a chamavam de Rondinha do Campo, onde descansavam.